# DEViANCE
DEViANCE est un groupe de crackers connu mondialement.

## Présentation
Le groupe DEViANCE, formé de crackers expérimentés, a déplombé bon nombre de logiciels et de jeux en tout genre. Leurs techniques sont diverses (cracks, clés, keygens...) et le groupe est mondialement connu et respecté de la scène Warez internationale.
Les jeux vidéo restent leur principal secteur d'activité. DEViANCE est également connu pour n'ajouter aucun virus, trojan, spyware ou programme malveillant dans ses archives ou images ISO.
Le groupe a a priori été formé le 1er janvier 1999. Comme beaucoup de groupes similaires, il ne possède pas de site Internet, et déclare ne pas en avoir besoin : "DEViANCE DOES NOT HAVE, WANT OR NEED ANY WEB SITES!". Le groupe a gagné sa notoriété pour avoir cracké et distribué plusieurs logiciels et jeux célèbres quelques jours ou heures avant leur date de sortie officielle. Un exemple notable est celui de la release du jeu Unreal Tournament 2004 par DEViANCE, 24 heures avant la sortie officielle prévue le 16 mars 2004 par Atari.
Le groupe affirme respecter les entreprises et les programmeurs. Des fichiers d'information accompagnent souvent leurs cracks. Exemple :

« We do this just for FUN. We are against any profit or commercialisation

We do this just for FUN. We are against any profit or commercialisation

of piracy. We do not spread any release, others do that.

In fact, we BUY all our own games with our own hard earned and worked for

efforts. Which is from our own real life non-scene jobs.

As we love game originals. Nothing beats a quality original.

If you like this game, BUY it. We did! »

Traduction :

« Nous faisons cela pour nous amuser. Nous sommes contre tout profit ou commercialisation

de la piraterie. Nous ne diffusons aucune version, les autres le font.

Nous achetons chacun de nos jeux avec l'argent pour lequel nous avons durement travaillé.

Travaillé dans la vraie vie hors de la scène.

Et nous aimons les jeux originaux. Rien ne vaut la qualité d'un jeu original.

Si vous aimez ce jeu ACHETEZ le. C'est ce que nous avons fait ! »

DEViANCE a cessé officiellement son activité le 25 décembre 2006 à cause d'une perte de motivation de certains de ses membres, due en partie à des conflits internes au groupe, d'après un communiqué du membre (fondateur?) H2o sur le site http://deviance.untergrund.net.
Les autres groupes de la scène pensent que DEViANCE est devenu le groupe nommé HATRED.

## Exemples d'applicationscrackées
- Black and White 2
- Call of Duty
- Call of Duty 2
- Command and Conquer Generals (et l'extension Command and Conquer Generals : Heure H (Zero Hour))
- Far Cry
- Fifa 2004
- Mafia: The City of Lost Heaven
- Need for Speed Most Wanted
- Neverwinter Nights
- Painkiller
- Quake 4
- Rainbow Six: Lockdown
- Sacred
- Rome: Total War
- Unreal Tournament 2004
- Warcraft III: The Frozen Throne